# پیمان ایران-روسیه (۱۷۱۷)
پیمان ایران-روسیه در پایان ماه ژوئیه ۱۷۱۷ میان روسیه تزاری و ایران صفوی امضاء شد. این پیمان میان سفیر روسیه، آرتمی وولینسکی و وزیر اعظم صفوی فتحعلی خان داغستانی تسهیل شد. تزار آن موقع روسیه، پتر یکم پیمان را در ژوئیه ۱۷۱۹ و شاه سلطان حسین در سال ۱۷۲۰ آن را تصویب کردند. این پیمان نخستین توافق دوجانبه در تاریخ روابط ایران و روسیه بود.
با این وجود، هنگامی که این پیمان تصویب شد ایران در آشوب و ناآرامی بود پس شرایط آن «به‌طور گسترده‌ای نادیده گرفته شدند.» تاریخدان رودی متی اشاره می‌کند که: «ناآرامی‌های گسترده در ایران که پس از عقد پیمان رخ دادند، پیاده‌سازی آن را به کلی ناممکن کرد.» پنج سال پس از آن در سال ۱۷۲۲، زمانی که حکومت صفویان به پایانی‌ترین پایه فروپاشی رسیده بود، روسیه از مرگ بازرگانان روسی در تاراج شماخی به عنوان یک بهانه جنگ برای نخستین جنگ ایران و روسیه استفاده کرد.

## پیش‌زمینه

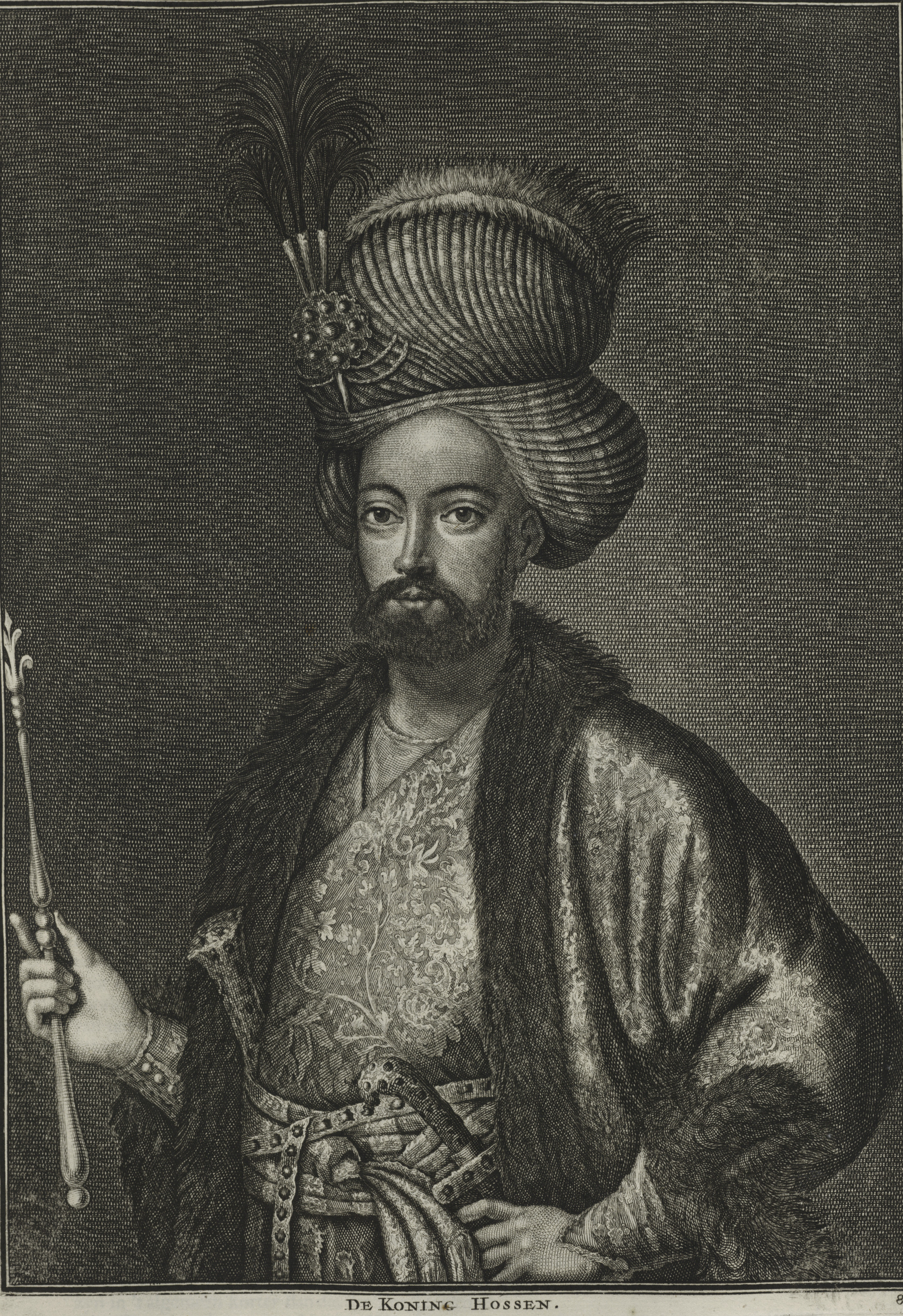
شاه سلطان حسین

در ابتدای سده ۱۸ میلادی، قلمروی ایران صفوی که زمانی کامیاب و موفق بود رو به زوال رفت که منجر به شورش‌های مختلفی در بخش‌های مختلف کشور شد. شاه سلطان حسین که پادشاهی ضعیف بود، علی‌رغم تمایل شخصی او به انسانیت، انعطاف‌پذیری و آرامش بیشتری نسبت به رئیس ملای خود داشت، اما با توصیه‌های مشاوران خود در مورد تصمیمات مهم دولتی گمراه شد. او به عنوان یک «پادشاه ثابت» حکم‌رانی می‌کرد و ترجیح می‌داد از پایتخت اصفهان زیاد دور نباشد. او که بیشتر اوقات خود را در حرم‌سرا می‌گذراند، به زودی بازیچه دست علمای دربار خود، به ویژه محمدباقر مجلسی شد.
بسیاری از اهداف سیاسی پتر یکم، فرمانروای جاه‌طلب روسیه، به سوی ایران بود. یکی از این اهداف داشتن کنترل کامل بر روی صادرات ابریشم ایران بود. حاکمان روس پیش از پتر تلاش کرده بودند که ایران را راضی به صادر ابریشم به اروپا از طریق روسیه کنند. اگرچه که احکام رسمی توسط مقامات رسمی روسیه برای سود بردن از بازرگانان ارمنی تصویب شده بودند؛ اما بی تاثیر بودند. بازرگانان ارمنی همچنان ترجیح می‌دادند ابریشم را از طریق امپراتوری عثمانی به اروپا صادر کنند. در ۱۷۱۱، پتر یکم تلاش کرد برای بازرگانان ایران صفوی امتیازهای بیشتری تصویب کند، اما مانند تلاش‌های پیشین شکست خورد.

## شرایط
شرایط پیمان موارد زیر بودند:
- روسیه تزاری مجاز به انجام تجارت در تمام نقاط امپراتوری صفوی بود.[۲]
- امپراتوری صفوی امنیت شهروندان روسیه را در درون مرزهایش از دزدها و راهزنان را تضمین کرد.[۲][۹]
- بازرگانان روسی مجاز به خرید ابریشم در مازندران و گیلان بودند.[۲]
- امپراتوری صفوی تضمین کرد که از کاروان‌های تجاری روسی در راه نیازآباد و شماخی حفاظت کند؛ زیرا باور بر این بود که این راه ناامن است.[۲]
- روسیه مجاز به ساخت کنسول‌گری در اصفهان (و بعداً در گیلان) شد.[۲][۱]